# Zoológico de Barranquilla
El zoológico de Barranquilla mantiene diversas especies animales para la contemplación del público en Barranquilla, Colombia. Operado por la Fundación Botánica y Zoológica de Barranquilla, tiene una área de 10 000 m². Cuenta con especies en estado vulnerable como el oso de anteojos, este último presidente del zoológico elegido por los niños.

## Historia
La idea del zoológico de Barranquilla data de la década de 1930, con el lote legado por Tomás Suri Salcedo a la Sociedad de Mejoras Públicas, colindante con el barrio El Prado, diagonal al estadio Municipal, en el cual se instaló un parque-vivero cuyos primeros ejemplares fueron unas palomas domésticas propiedad de Roberto Puyana, presidente de la Sociedad de Mejoras Públicas. En 1952, el parque-vivero fue trasladado a un lote de varias hectáreas por cuestiones de ampliación urbanística a su actual ubicación en el barrio La Concepción, y fue inaugurado oficialmente en febrero de 1953 con el nombre de "Roberto Puyana". Entre 1968 y 1975 se registró el mayor número de animales exóticos en la colección del zoológico, los cuales fueron intercambiados por especies nativas con los zoológicos de Zúrich, Lisboa, Barcelona y Miami, entre otros. Otros ejemplares llegaron al zoológico luego de haber sido rescatados del tráfico ilegal y no poder ser rehabilitados para regresar a su hábitat natural.
En la década de 1980, las Empresas Públicas Municipales, que hasta entonces habían manejado el zoológico, entran en crisis y el Inderena estableció que el zoológico debía cerrarse dadas sus condiciones. En 1993, el gobierno de Barranquilla suscribió un contrato de administración con la Fundación para el Desarrollo Integral del Caribe Colombiano, el cual fue posteriormente cedido a la Fundación Botánica y Zoológica de Barranquilla.
En 2012 se planteó el traslado del zoológico detrás del parque Muvdi o a la isla de la Loma. Luego se consideraron otras dos ubicaciones, una en la carrera 46 con Circunvalar (que pertenece a la Fundación), y la otra en el Polideportivo de Bavaria. Más adelante una tercera, el predio mayor Altamira entre los límites de Barranquilla con Puerto Colombia.

## Especies
El zoológico cuenta con más de 700 animales de unas 130 especies entre nativas y exóticas, entre estas se pueden encontrar:
- Un elefante africano macho, manatí, tigre blanco, leones, ocelote, puma, jaguar, cebras, venados, coatíes de cola anillada, suricatas, osos de anteojos, monos araña, monos maiceros, titíes pigmeos, monos lanudos, babuinos, nutrias, chigüiros, osos hormigueros, danta, pecaríes y erizos.

- avestruces, emúes, espátulas, flamencos, pisingos, caranchos, kokenas, águila harpía, rey gallinazo, loros verdes, paujiles, tucanes y guacamayas de varias especies.

- Animales domésticos con los que se puede interactuar como cabras, vacas, conejos, pavos y patos.

- iguanas, ardillas y pavos reales que se pasean libres por el recinto.

- Varias especies de reptiles y anfibios como boas, mapaná, caimanes aguja, tortugas morrocoy, ranas dardo, jicoteas y tortugas de río.[8]

## Galería

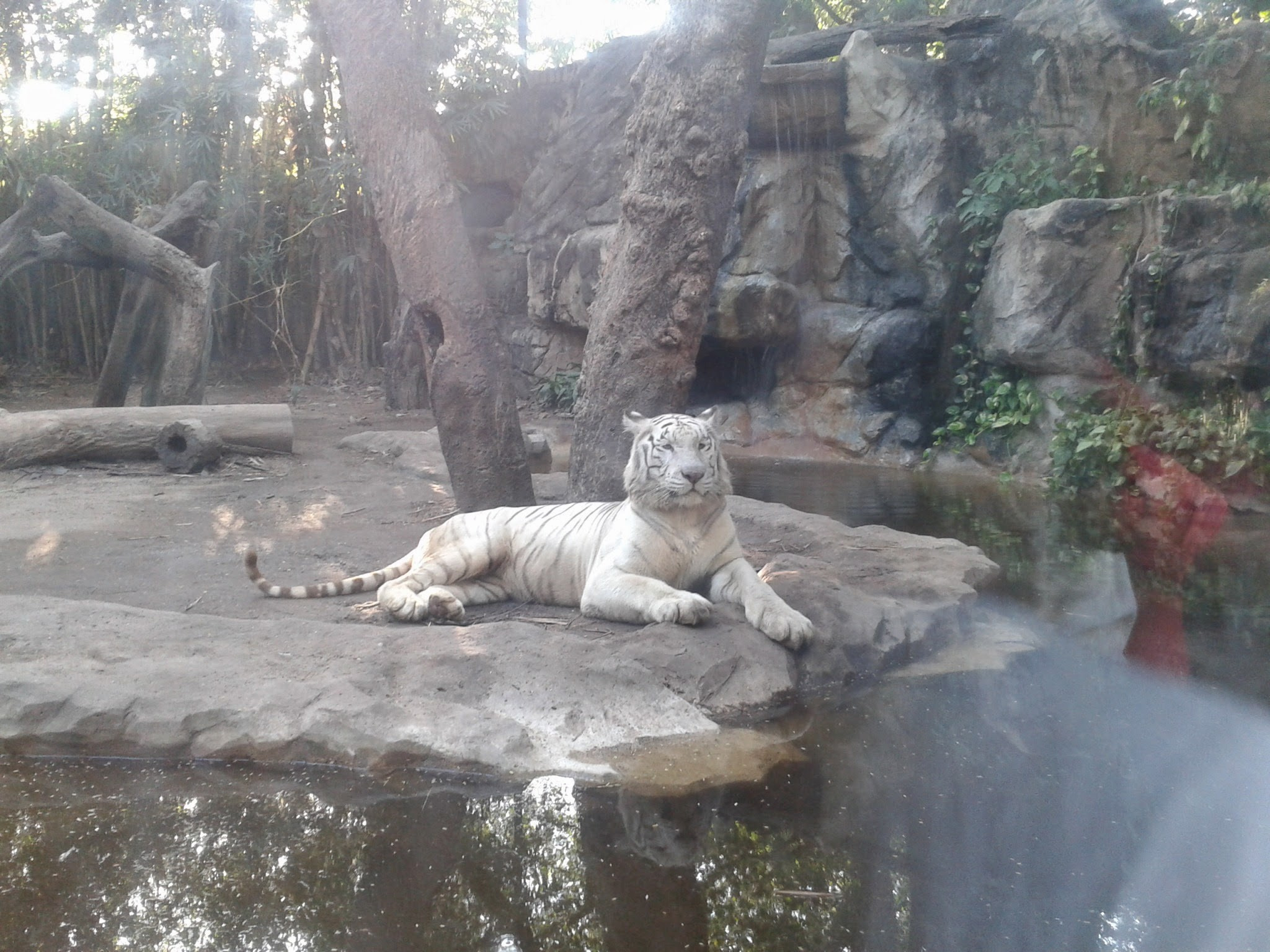
Tigre blanco
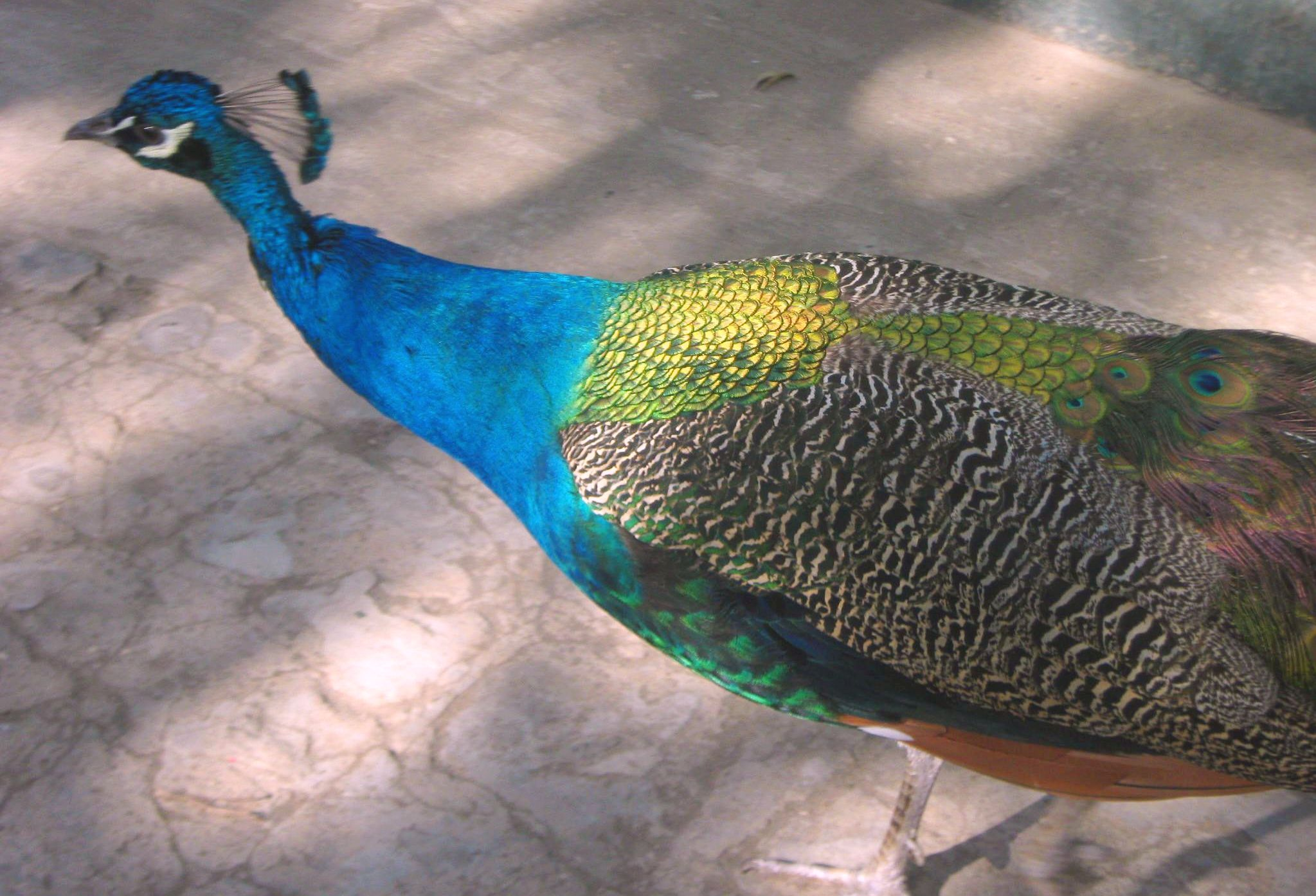
Pavo real
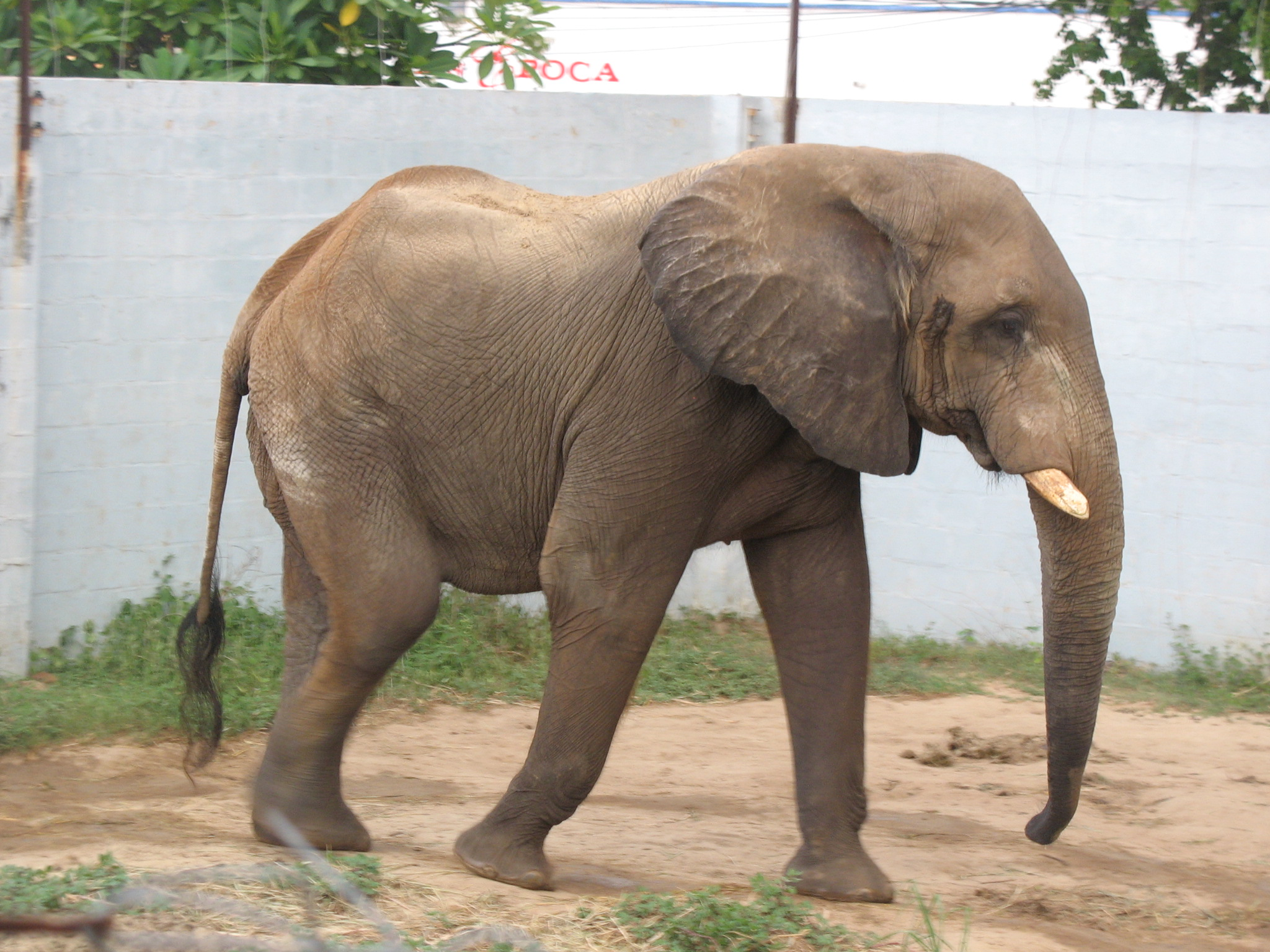
'Tantor', el elefante africano
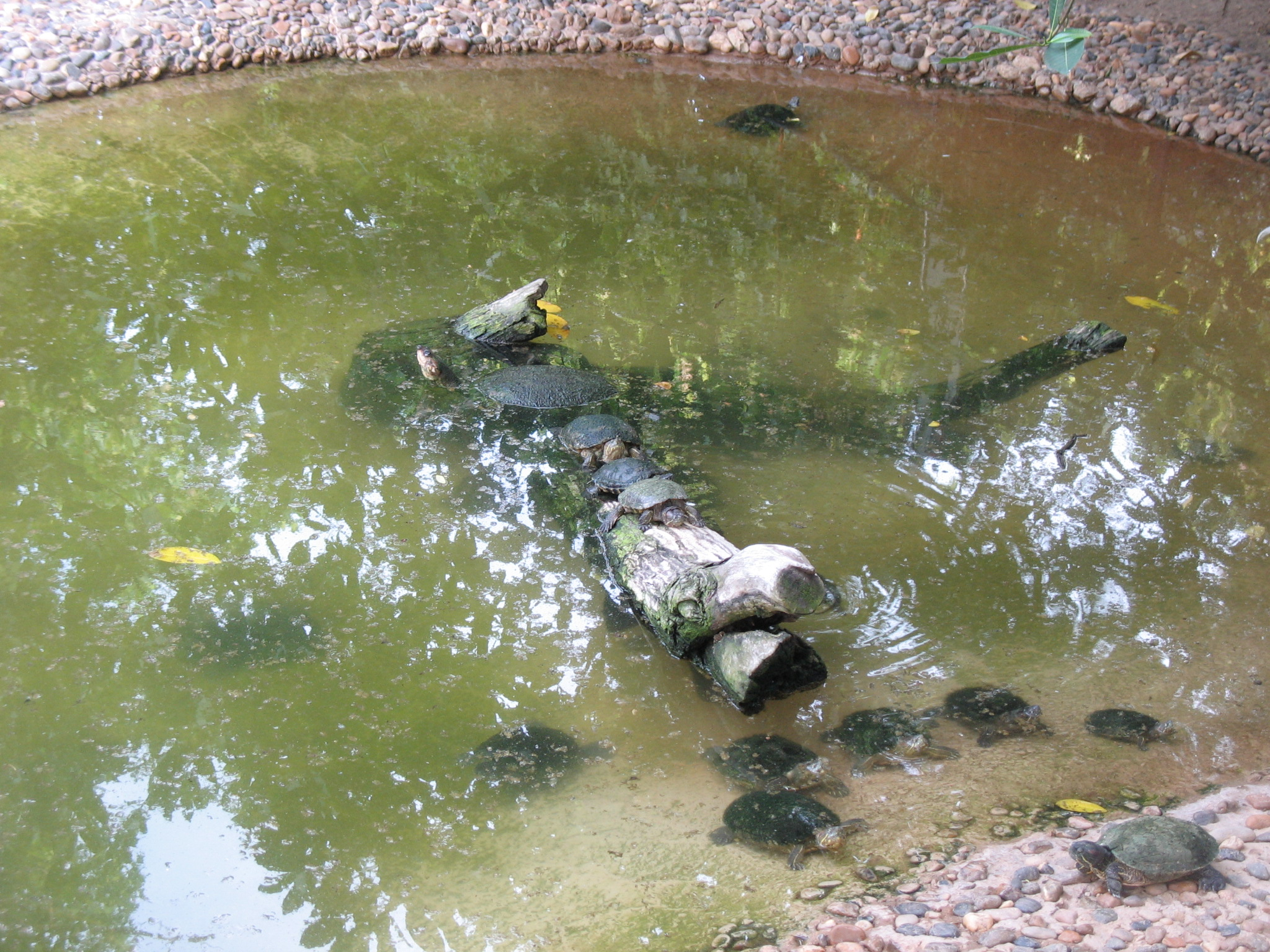
Estanque de tortugas
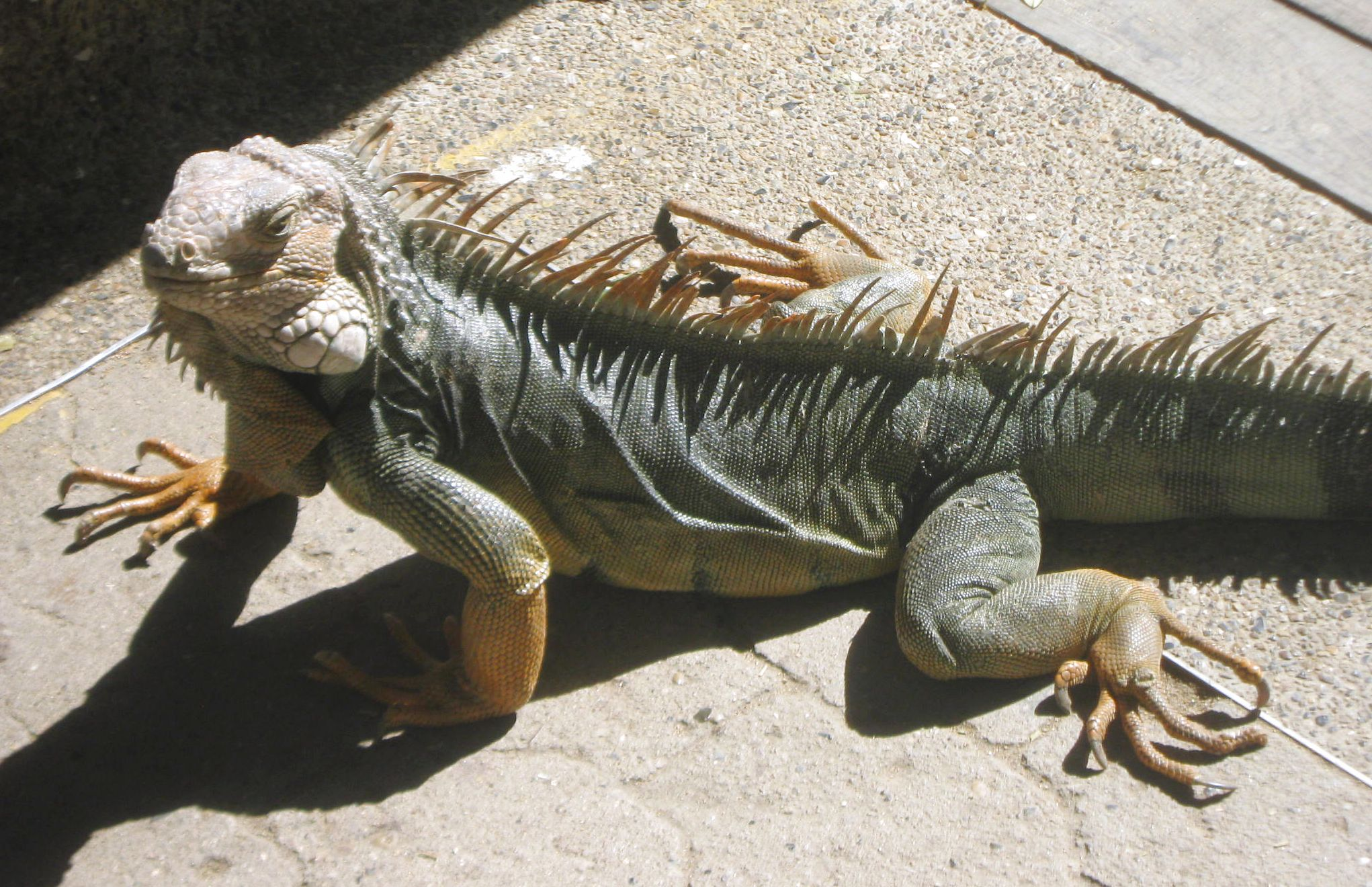
Iguana
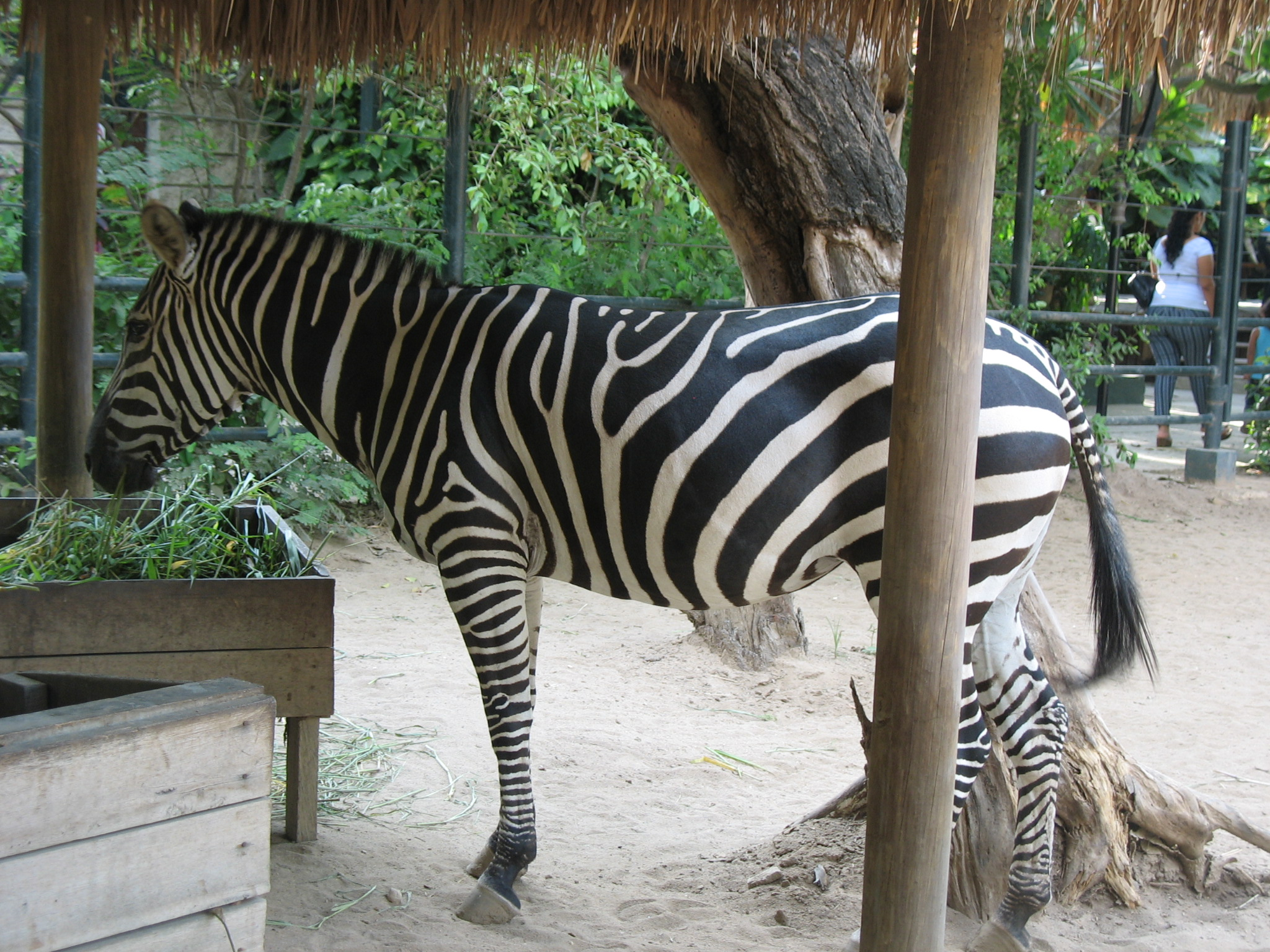
Cebra